# 布雷达河
布雷达河（法語：Bréda，法語發音：[bʁeda]）是法国奥弗涅-罗讷-阿尔卑斯大区伊泽尔省与萨瓦省的河流，是伊泽尔河的左支流，长32.1千米，发源自拉费里耶尔，于蓬沙拉和巴罗流入伊泽尔河。